# 월드 디지털 라이브러리
월드 디지털 라이브러리(World Digital Library, WDL)는 유네스코와 미국 의회 도서관 이 운영하는 국제 전자 도서관이다. 인터넷 상의 문화 콘텐츠의 충실을 도모하고 이를 통해 국제 문화 간의 상호 이해를 깊게 한다는 목적으로 설립되었다. 교육자, 학생, 일반 대중에게 소스를 제공하고, 국가 간 및 각 국내의 정보 격차를 좁히기 위해 제휴 기관에 그 자원을 배치할 공간을 구축하고 있다. 또한 인터넷에서 비영어권이나 서양 이외의 콘텐츠 확충하여 학문적 연구에 기여하는 것을 목표로 하고 있다. 무료 다국어 형식의 콘텐츠를 인터넷에서 사용할 수 있도록 하는 것을 목적으로 하며, 세계 각지의 문화 중 귀중한 1차 자료(자필 원고, 지도, 희귀서적, 악보, 녹음, 녹화, 사진, 도면 등)을 받고 있다.
2009년 4월, 시작 시점에서 1,236점이 공개되었다. 2012년 11월 현재 6,506점이 공개되고 있다.

## 개요
미국은 약 20년동안 유네스코에서 탈퇴했었지만, 2003년에 재가입했다. 미국 의회 도서관 관장인 제임스 H. 버링턴이 미국 UNESCO 위원회 위원장에 선임되고, 2005년 6월 취임 회의에서 공식 연설을 의뢰받았다. 〈월드 디지털 라이브러리에 대한 견해〉(A View of the World Digital Library)라는 제목의 연설에서 "도서관 및 박물관 등이 보유하고 있는" 풍부한 컬렉션을 “무료로 지금까지보다 훨씬 더 접근이 쉬운 새로운 형식으로 세계에 공개한다”는 비전을 설명했다.
이에 재빨리 파트너로 나선 구글은 2005년 월드 디지털 라이브러리의 개발 자금으로 300만 달러를 기부했다.

## 같이 보기
- 유로피아나
- 인터넷 아카이브
- 프로젝트 구텐베르크